# Pinedjem I
Pinedjem I (... – 1031 a.C. circa) è stato un Primo Profeta di Amon durante la XXI dinastia egizia.

## Biografia
Pinedjem, che già possedeva il rango di Capo dell'Esercito e l'incarico di Visir di Tebe, assunse il titolo di Primo Profeta di Amon alla morte del padre Payankh, più o meno nello stesso momento in cui Smendes I successe a Ramesse XI.
Nei primi anni Pinedjem non si attribuì i titoli regali, cosa che fece solo nel suo 16º anno nella carica sacerdotale (1055 a.C.), dopo aver affidato questa al figlio Masuharte. Tale decisione provocò una forte resistenza che venne sconfitta solo nel 1045 a.C. con la deportazione nell'oasi di el-Kharga dei capi dell'opposizione.

Pinedjem, a differenza di quanto aveva fatto Herihor, utilizzò i titoli regali anche al di fuori delle proprietà del tempio tebano. Malgrado ciò - almeno apparentemente e per quanto ci tramandano i testi che possediamo - non vi fu alcun contrasto con il sovrano di Tani, anzi Pinedjem sposò Henuttaui, figlia di Smendes, matrimonio da cui nacque, tra gli altri, Psusennes I che avrebbe retto, in seguito, il trono a Tani.
I successori di Pinedjem governarono l'Alto Egitto come Primi Profeti di Amon e, pur inscrivendo i loro nomi nel cartiglio, non assunsero la completa titolatura reale.
Fu durante il regno di Pinedjem che molte delle mummie di sovrani sepolti nella Valle dei Re vennero spostate in luoghi più sicuri, come la tomba DB320 a Deir el-Bahari, e segreti allo scopo di preservarle dall'azione dei violatori di tombe che agivano indisturbati nelle necropoli reali.

Pinedjem fu sepolto nel sarcofago appartenuto, in precedenza, a Thutmose I.

## Titolatura
| G5 |

| G5 |

| E1 · D43 | i | mn · n · N36 |

| E1 · D43 | i | mn · n · N36 |

| E1 · D43 | i | mn · n · N36 |

| E1 · D43 | i | mn · n · N36 |

| E1 · D43 | i | mn · n · N36 |

| E1 · D43 | i | mn · n · N36 |

| E1 · D43 | i | mn · n · N36 |

| E1 · D43 | i | mn · n · N36 |

| G16 |

| G16 |

|  |

| G8 |

| G8 |

|  |

| M23 · X1 | L2 · X1 |

| M23 · X1 | L2 · X1 |

| N5 | L1 | N28 | C12 | U21 · n |

| N5 | L1 | N28 | C12 | U21 · n |

| N5 | L1 | N28 | C12 | U21 · n |

| N5 | L1 | N28 | C12 | U21 · n |

| N5 | L1 | N28 | C12 | U21 · n |

| N5 | L1 | N28 | C12 | U21 · n |

| N5 | L1 | N28 | C12 | U21 · n |

| N5 | L1 | N28 | C12 | U21 · n |

| G39 | N5 |

| G39 | N5 |

| i | mn · n | mr | G40 | M29 | Z4 |

| i | mn · n | mr | G40 | M29 | Z4 |

| i | mn · n | mr | G40 | M29 | Z4 |

| i | mn · n | mr | G40 | M29 | Z4 |

| i | mn · n | mr | G40 | M29 | Z4 |

| i | mn · n | mr | G40 | M29 | Z4 |

| i | mn · n | mr | G40 | M29 | Z4 |

| i | mn · n | mr | G40 | M29 | Z4 |

## Datazioni alternative
| Autore | Anni di regno                                  |
| ------ | ---------------------------------------------- |
| Grimal | 1070 a.C. - 1055 a.C.- Titolo di Primo profeta |
| Grimal | 1054 a.C. - 1032 a.C. - Titolo di re           |
| Dodson | 1049 a.C. - 1026 a.C.                          |